# Papoose Peak Jumps
Papoose Peak Jumps est un stade de saut à ski situé à Squaw Valley, aux États-Unis.

## Historique
Les tremplins sont aménagés en 1958 pour les Jeux olympiques d'hiver de 1960. Les trois tremplins ayant des points K de 40, 60 et 80 mètres sont conçus par le sauteur à ski et architecte allemand Heini Klopfer. Lors des Jeux, l'épreuve de saut à ski a lieu sur le tremplin de 80 mètres et l'épreuve de sauts du combiné nordique sur le tremplin de 60 mètres. Après les Jeux olympiques, les tremplins sont peu utilisés. Ils sont rénovés pour les championnats des États-Unis en 1976, mais sont ensuite démolis.